# Žadovinek
Žadovinek je naselje u Općini Krško u istočnoj Sloveniji. Žadovinek se nalazi u pokrajini Dolenjskoj i statističkoj regiji Donjoposavskoj. 

## Stanovništvo
Prema popisu stanovništva iz 2002. godine Žadovinek je imao 82 stanovnika.

## Vanjske poveznice
Satelitska snimka naselja  Arhivirana inačica izvorne stranice od 29. srpnja 2017. (Wayback Machine)